# NB-1 Krava
NB-1 Krava (Naoružani brod-1 — Вооружённый корабль-1 «Крава») — патрульный корабль партизанских военно-морских сил Югославии. Ранее состоял в немецком флоте (кригсмарине) под именем HZ-8. Захвачен партизанами 20 декабря 1943 силами югославских патрульных кораблей PČ-53, PČ-41, PČ-42, PČ-43, британского торпедного катера MTB-649 и береговой артиллерии партизан вместе с кораблём HZ-9 и переименован в NB-1 Krava. 18 марта 1944 вместе с кораблями NB-6, PČ-2 и PČ-4 организовал захват штурмового корабля кригсмарине KJ-10 у острова Молат. Потоплен силами люфтваффе 20 марта 1944 в Телащицком заливе.